# بربارة يونغ
بربارة يونغ (بالإنجليزية: Barbara Young)‏ هي ممثلة بريطانية، ولدت في 9 فبراير 1931 في بريغهاوس ‏ في المملكة المتحدة.

## وصلات خارجية
- بربارة يونغ على موقع IMDb (الإنجليزية)
- بربارة يونغ على موقع قاعدة بيانات الفيلم (الإنجليزية)